# Through the Past, Darkly (Big Hits Vol.2)
Through the Past, Darkly (Big Hits Vol.2), pubblicato nel 1969, è la terza compilation del gruppo rock britannico Rolling Stones, pubblicata in Inghilterra il 12 settembre e negli Stati Uniti il 13 con una scaletta dei brani differente.

## Brani
La versione USA presenta i brani Paint It, Black, Dandelion e Have You Seen Your Mother, Baby, Standing in the Shadow? al posto dei brani You Better Move on, We Love You, Dandelion e Sittin' on a Fence presenti questi solo nella versione britannica, in modo da pubblicare brani che erano ancora inediti negli USA o in Europa.

## Copertina
La copertina, ottagonale nella versione originale, è un omaggio a Brian Jones; egli appare nelle foto insieme agli altri, con il naso schiacciato su di un vetro nella sua tipica espressione da "Nankie". L'interno della copertina riporta un epitaffio con scritto: «Brian Jones (1943-1969) - "Quando vedrai questo, ricordami e fissami nella tua mente; lascia che il mondo intero dica quello che vuole, parla di me come ti sentirai di fare"».

## Tracce

### Versione UK
1. Jumpin' Jack Flash - 3:40
2. Mother's Little Helper - 2:45
3. 2000 Light Years from Home - 4:45
4. Let's Spend the Night Together - 3:36
5. You Better Move On (Alexander) - 2:39
6. We Love You - 4:22
7. Street Fighting Man - 3:15
8. She's a Rainbow - 4:11
9. Ruby Tuesday - 3:16
10. Dandelion - 3:32
11. Sittin' on a Fence - 3:02
12. Honky Tonk Women - 3:00

### Versione USA
1. Paint It, Black - 3:45
2. Ruby Tuesday - 3:16
3. She's a Rainbow - 4:11
4. Jumpin' Jack Flash - 3:40
5. Mother's Little Helper - 2:45
6. Let's Spend the Night Together - 3:36
7. Honky Tonk Women - 3:00
8. Dandelion - 3:32
9. 2000 Light Years From Home - 4:45
10. Have You Seen Your Mother, Baby, Standing in the Shadow? - 2:34
11. Street Fighting Man - 3:15